# Nototodarus hawaiiensis
Nototodarus hawaiiensis е вид главоного от семейство Ommastrephidae. Видът не е застрашен от изчезване.

## Разпространение и местообитание
Разпространен е в Австралия, Китай (Хайнан), Мадагаскар, Малки далечни острови на САЩ (Мидуей), САЩ (Хавайски острови), Филипини, Чили и Япония.
Обитава крайбрежията на океани и морета в райони с тропически и субтропичен климат. Среща се на дълбочина от 21 до 563 m, при температура на водата от 8,4 до 25,5 °C и соленост 34,6 – 35,1 ‰.